# Alexandre-Théophile Vandermonde
Alexandre-Théophile Vandermonde (* 28. Februar 1735 in Paris; † 1. Januar 1796 ebenda) war ein französischer Musiker, Mathematiker und Chemiker.
Vandermondes Leidenschaft war das Violinespielen. Das Interesse an mathematischen Problemen kam erst, als er etwa 35 Jahre alt war. Vandermonde beschäftigte sich mit der Auflösbarkeit von Gleichungen fünften Grades. Darüber hinaus betrachtete er das Springerproblem im Schachspiel. 1771 wurde er in die Académie des sciences aufgenommen.
Nach ihm benannt ist die Vandermonde-Matrix, eine spezielle Form einer Matrix.

## Vandermondes Untersuchungen über die Auflösung von Gleichungen
Vandermonde untersuchte symmetrische Funktionen und erkannte auf diesem Weg eine Systematik der Auflösungsformeln für Gleichungen bis zum vierten Grad. Zwar misslang sein Versuch einer allgemein funktionierenden Übertragung auf Gleichungen fünften Grades, jedoch konnte Vandermonde zeigen, dass sein Ansatz zumindest für spezielle Gleichungen fünften Grades eine Auflösung ermöglicht. Konkret löste er als Erster die Kreisteilungsgleichung elften Grades {\displaystyle y^{11}-1=0} durch Auflösung der mittels {\displaystyle x=-(y+y^{-1})} korrespondierenden Gleichung fünften Grades
{\displaystyle x^{5}-x^{4}-4x^{3}+3x^{2}+3x+1=0},
deren fünf reelle Lösungen
{\displaystyle x_{j}=-2\cos(2j\pi /11)} für {\displaystyle j=1,\dots ,5}
sind.
Vandermondes Ideen können als Vorstufe der Galoistheorie gewertet werden, da er untersuchte, ob zwischen den verschiedenen Lösungen {\displaystyle x_{1},\dots ,x_{n}} einer Gleichung polynomiale Relationen bestehen wie zum Beispiel
{\displaystyle x_{j}^{2}=-x_{j+1}+2} für {\displaystyle j=1,\dots ,5}
im Fall der von Vandermonde aufgelösten Gleichung fünften Grades.
Solche polynomialen Relationen werden in der Galois-Theorie qualitativ durch eine verkleinerte Galoisgruppe charakterisiert.

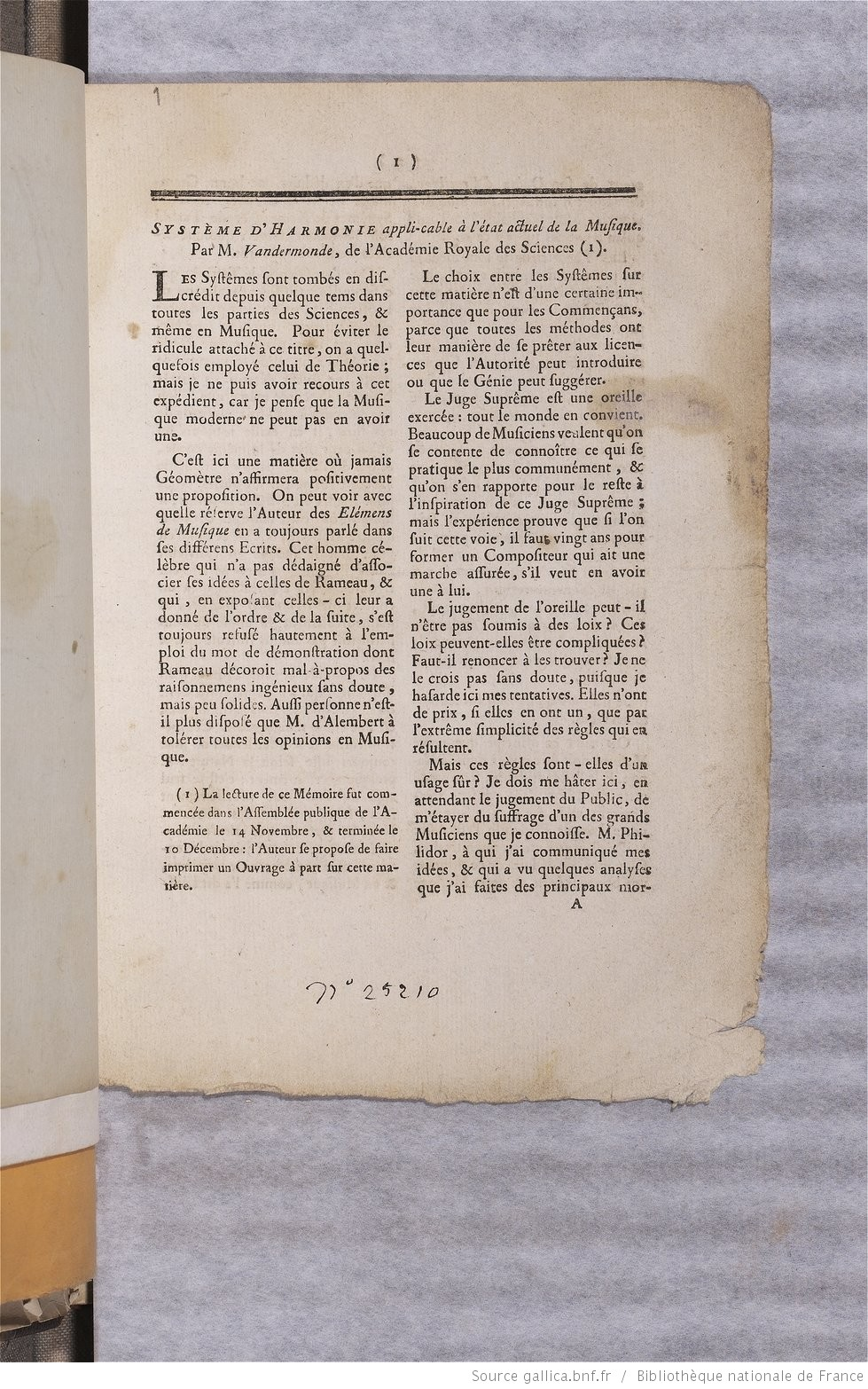
Système d'harmonie applicable a l'état actuel de la musique

## Schriften
- Mémoire sur la résolution des équations (1771), deutsche Übersetzung: Carl Itzigsohn (Hrsg.): Abhandlungen aus der reinen Mathematik von N. Vandermonde, Berlin 1888, eingeschränkte Vorschau in der Google-Buchsuche (freier Zugriff auf das gesamte Buch nach Anmeldung), online bei der TIB.
- Remarques sur des problèmes de situation (1771)
- Mémoire sur des irrationnelles de différens ordres avec une application au cercle (1772)
- Mémoire sur l'élimination (1772)
- Système d'harmonie applicable a l'état actuel de la musique (1778)